# Grădina Edenului

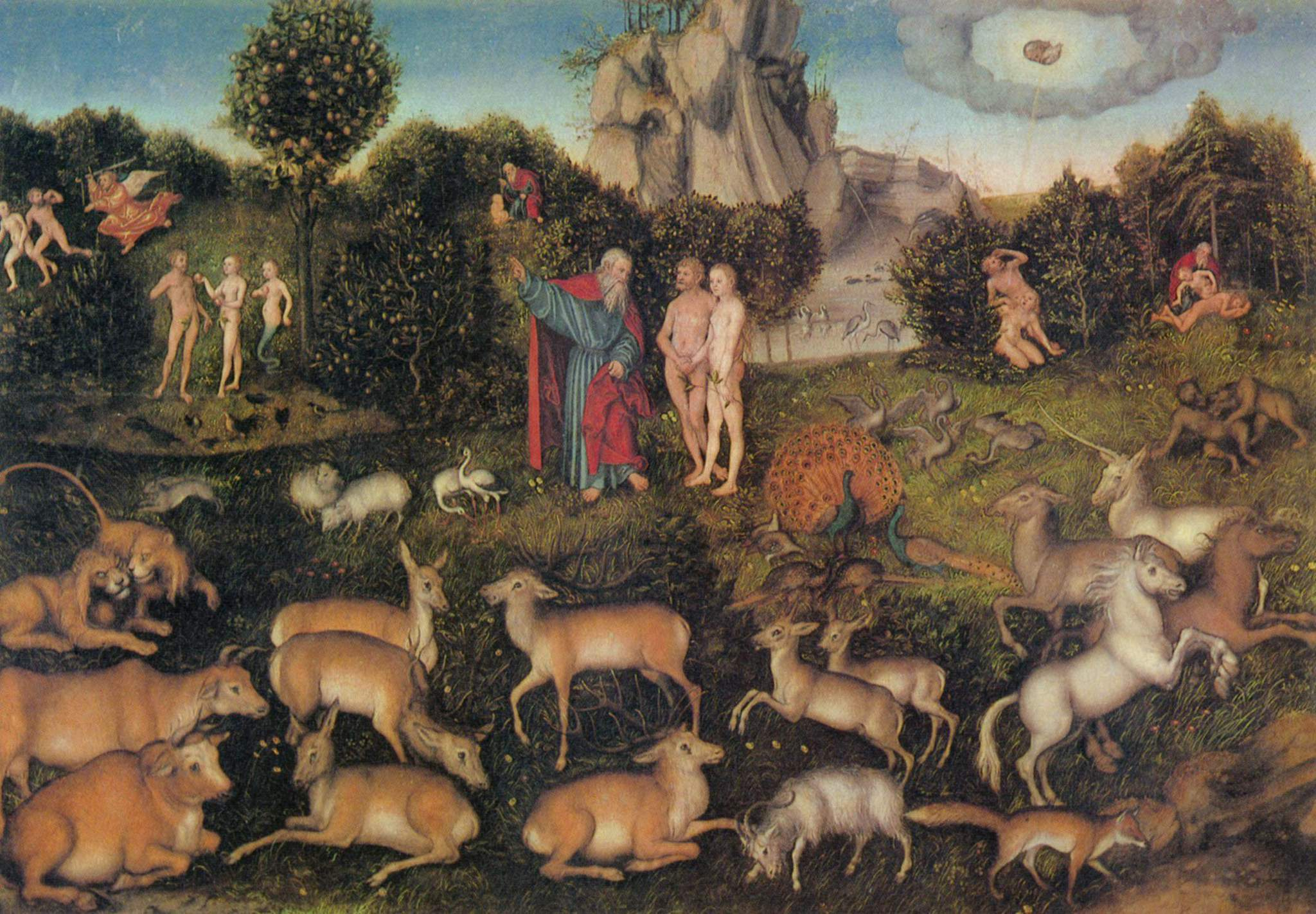
"Grădina Eden" de Lucas Cranach cel Bătrân, o reprezentare din secolul XVI a Edenului.

Grădina Edenului (în ebraică Hebrew גַּן עֵדֶן, Gan Eden; arabicul: جنة عدن, Jannat ‘Adn) este o așezare descrisă în Cartea Genezei ca fiind locul unde primul om, Adam, și nevasta lui, Eva, au trăit după ce au fost creați de Dumnezeu. Literal, Biblia vorbește despre o grădină în Eden (Geneza 2:8). Această grădină este o parte integrantă a creației și teodiceei religiilor avraamice, adesea fiind folosită pentru a explica originea Păcatului și greșelile omenirii.
Așezarea Grădinii Edenului rămâne un subiect controversat și speculat. Povestea Creației din Geneză relatează locul geografic al Eden și al Grădinii între patru râuri: Pison, Gihon, Tigru, Eufrat, și trei regiuni Havila, Asiria și Cuș (deseori tradus ca Etiopia). Sunt ipoteze ce situează Edenul la sursa râurilor Tigru și Eufrat (nordul Mesopotamiei în Irak, Africa și Golful Persic). Pentru mulți scriitori medievali, imaginea Grădinii Eden creează un loc pentru dragostea și sexualitatea umană, adesea asociată cu figura de stil medievală "locus amoenus" 

## Etimologie
Originea ebraicului עדן, ce se traduce "încântare", poate să provină din termenul sumerian "EDIN" . Termenul sumerian înseamnă stepă, câmpie, deșert sau sălbăticiune , dar el poate însemna și "țara deschisă". Totuși conexiunea dintre cuvinte poate fi doar concordantă. Acest cuvânt se știe că a fost folosit de Sumerieni pentru a se referi la terenurile aride de la vest de Eufrat. Alan Millard a venit cu un studiu privind derivarea numelui din rădăcina semitică dn, însemnând "abundență, luxuriant".

## Povestea din textele sursă

### Geneza

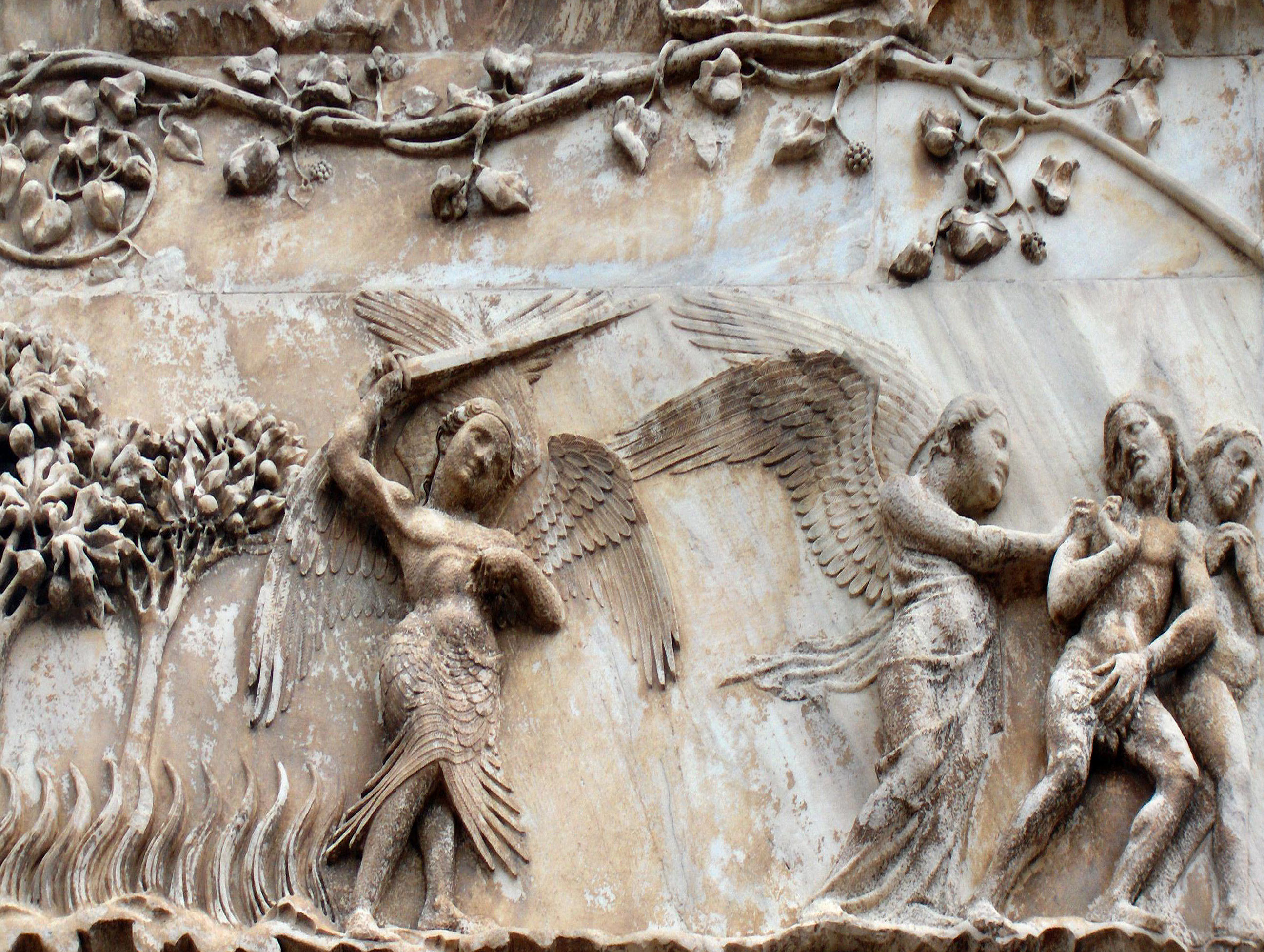
"Izgonirea din Paradis", basorelief din marmură de Lorenzo Maitani din catedrala Orvieto, Italia

Dumnezeu îi încredințează lui Adam îngrijirea grădinii în care ei trăiesc, și îi poruncește în special lui Adam să nu mănânce din Copacul Cunoașterii Binelui și Răului. Eva este zeflemisită de șarpe cu privire la abținerea din a mânca din acest copac. În dialogul dintre cei doi, Eva elaborează asupra poruncii de a nu mânca din fructele copacului. Ea spune că doar de va atinge fructele ea va muri. Șarpele răspunde că nu va muri, ci în schimb ea și soțul ei vor fi "asemeni zeilor, cunoscând binele și răul", și o convinge pe Eva să mănânce din Copacul Cunoașterii Binelui și Răului. Apoi mănâncă și Adam din el. Acesta este momentul în care cei doi devin conștienți, de "cunoașterea binelui și a răului", evidențiată de conștientizarea goliciunii lor. Dumnezeu apoi îi găsește, îi mustră și judecă pentru neascultare.
Aici este momentul în care Dumnezeu îi izgonește din Eden, pentru a-i opri pe Adam și Eva să se mai folosească de Copacul Cunoașterii. Povestea spune că Dumnezeu a pus un heruvim cu o sabie de foc omnidirecțională pentru a păzi de de vreo posibilă intrare viitoare în grădină. 
În relatare, Grădina este "plantată" "spre est în Eden" și astfel "Eden" denotă teritoriul mai extins ce conține Grădina, și nu este tot una cu numele grădinii. Deci spunem corect Grădina din Eden. În Talmud de asemeni afirmă că (Berakhot 34b)  Grădina este distinctă de Eden.

### Cartea jubileelor

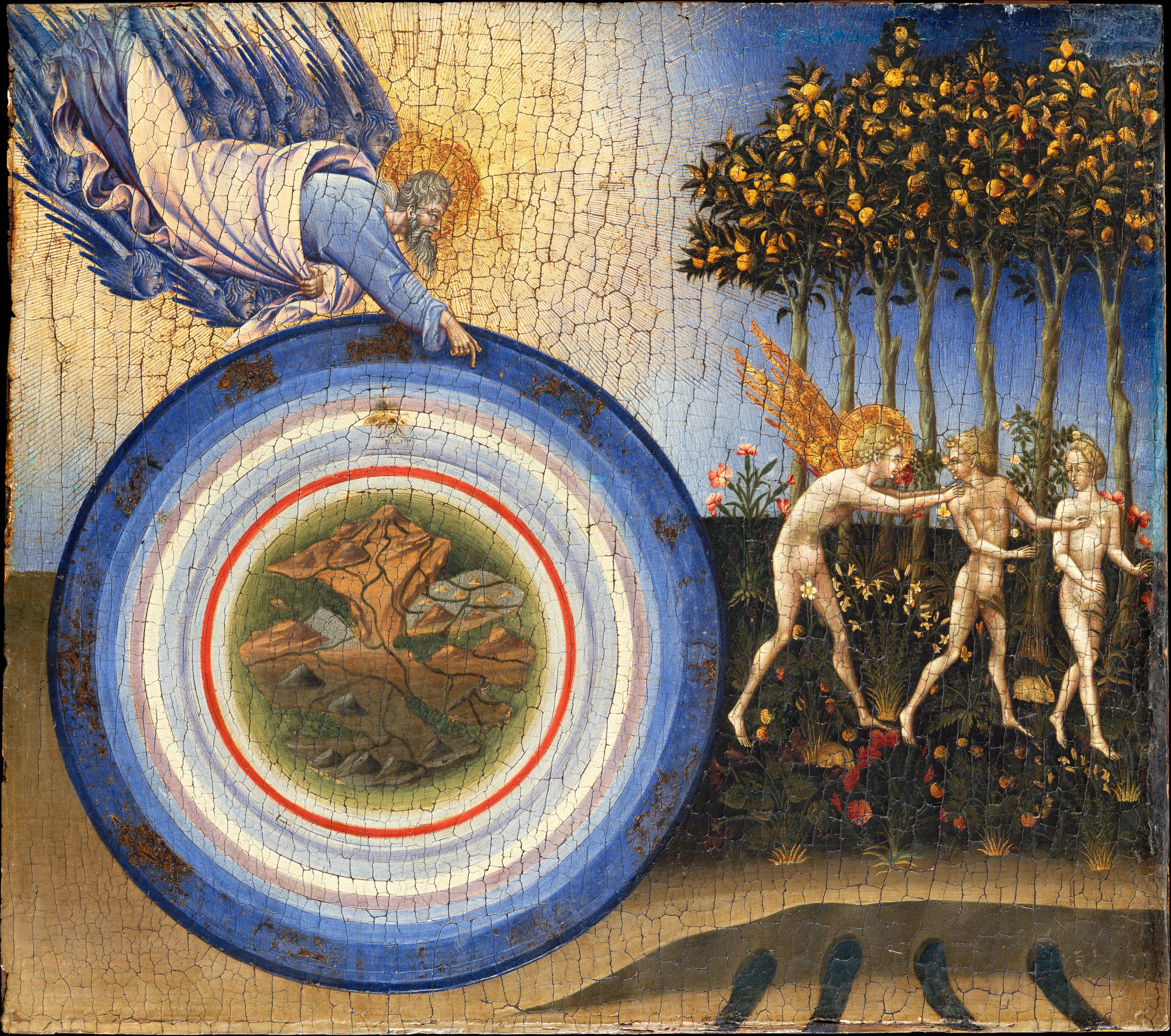
Giovanni di Paolo Crearea și Izgonirea din Paradis (1445)

Cartea jubileelor, canonizată în Biserica Ortodoxă Etiopiană, relatează o tradiție, în care îngerii nu l-au pus pe Adam în Grădină decât după 40 de zile, și pe soția sa Eva după 80 de zile. Ulterior (Geneza 5:23-27), este afirmat că îngerii de asemeni l-au condus pe Enoch în Grădina Edenului atunci când a fost mutat de pe Pământ la vârsta de 365 de ani, de unde vede faptele rele ale omenirii din toate timpurile - menționând în continuare că Gradina este unul din cele patru locuri sfinte ce Domnul le are pe Pământ, și că celelalte trei sunt Muntele Sinai, Muntele Sion și Muntele din Est (adesea bănuit de învățați a fi Muntele Ararat).

## Geografie

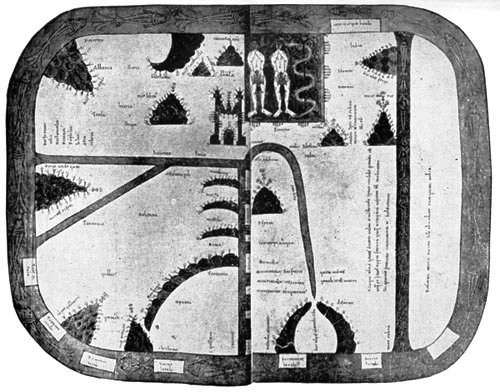
Hartă a lumii spaniol-arabă din 1109 E.N. cu Eden la est (sus)

Cartea Genezei este sursa principală din Scripturi cu privire la geografia Edenului, dar de fapt conține puține informații asupra Grădinii în sine. Cei mai mulți situează Grădina undeva în Orientul Mijlociu. Era casa atât Pomului Vieții cât și al Pomului Cunoașterii Binelui și Răului, cât și o mulțime de alte plante ce Adam și Eva le puteau mânca:
Geneza 2:10-14:
"Un râu ieșea din Eden și uda grădina; și de acolo se împărțea și se făcea patru brațe. Numele celui dintâi este Pison; el înconjoară toată țara Havila, unde se găsește aur. Aurul din țara aceasta este bun; acolo se găsește și bedelion și piatră de onix. Numele râului al doilea este Ghihon; el înconjoară toată țara Cuș. Numele celui de al treilea este Hidechel: el curge la răsăritul Asiriei. Al patrulea râu este Eufratul."
În Islam numele râurilor paradisului (arabul Jannah) sunt Saihan (Sîrdaria), Jaihan (Amudaria), Furat (Eufrat) și Nil (Nilul).

## În Orientul Mijlociu

#### Mesopotamia de sud și Golful Persic

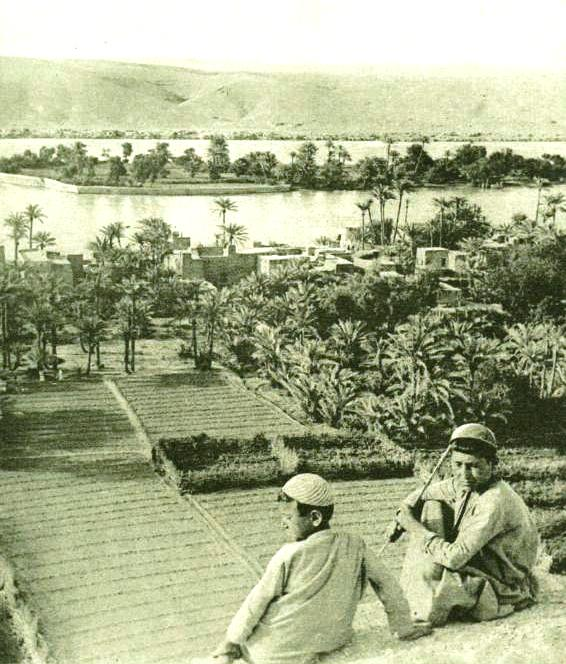
Gura râului Tigru, o presupusă așezare a Grădinii Edenului.

Arheologul Juris Zarins susține că Grădina din Eden a fost situată la capul Golfului Persic, unde râurile Tigru și Eufrat se varsă în mare la 29°47′0″N 48°38′0″E / 29.78333°N 48.63333°E, din cercetarea lui asupra acestei zone folosind informații din multe surse, incluzând imagini Landsat din spațiu.. În această teorie, râul biblic Gihon corespunde cu Al-Qurnah din Irak, iar râul Pison corespunde cu sistemul de râuri Hafar Al-Batin (de asemeni numit astăzi râul Kuwait) ce acum 2500 - 3000 de ani în urmă scălda partea acum secată a peninsulei arabe ce izvora din munții Hijaz, 900 de kilometri spre sud-vest.
Pe canalul History Channel în cadrul serialului Decodificarea Trecutului, în episodul "Misterele Grădinii Edenului", este menționat că aproximativ prin anul 8000 î.e.n., nivelul oceanelor era în creștere, și că lângă intrarea râurilor Tigru și Eufrat în Golful Persic sunt urme geologice de două râuri fosilizate din acea perioadă intrând pe la est și vest în Golful Persic, formulând ipoteza că ar fi vorba de Pison și Gihon. Ipoteza prezintă că Grădina Edenului se referea la o vale fertilă joasă în ceea ce astăzi este Golful Persic, ce a fost inundat când mările au crescut peste nivelul celei mai joase trecători din munții de lângă prezenta strâmtoare Ormuz.

### Sumer și Dilmun (Bahrein)
Unii istorici ce studiază sudul Sumeriei, unde zace cea mai veche sursă non-Biblică a legendei, indică un "punct comercial" autentic din Epoca Bronzului de pe insula ce unii spun că ar fi Dilmun (acum Bahrein) din Golful Persic, descrisă ca "locul de unde Soarele răsare" și "Pământul celor vii". Cadrul mitului creaționist Babilonian, Enuma Eliș are paralele clare cu relatările Genezei. După decăderea sa, începând de prin anii 1500 î.e.n., Dilmun și-a dezvoltat o reputație de grădină cu detalii exotice de mult pierdută ce ar fi putut influența povestea Grădinii Edenului. Unii traducători au încercat să stabilească Gradina Edenului la centrul comercial din Dilmun.

### Iran
O altă posibilitate a fost propusă de arheologul David Rohl, ce afirmă că au fost două Grădini ale Edenului. Una ce a existat înainte de potop în Iran, care a fost Grădina Edenului originală. Și una ce a existat după potop în Bahrein. Bazându-se pe dovezi arheologice a stabilit grădina în nord-vestul Iranului. Conform lui David Rohl, grădina a fost situată într-o câmpie vastă la care se face referire în textele sumeriene drept Eden (lit. "Câmpie, sau "Stepă") la est de Muntele Sahand, de lângă Tabriz. El menționează anumite asemănări geologice cu descrierile Biblice, și multiple paralele lingvistice ca dovezi. În textele Sumeriene, un emisar este trimis în nord prin "Șapte Porți", adesea cunoscute ca trecători montane în textele vechi. Tradițiile ebraice includ referințe la Șapte straturi ale Raiului, al șaptelea fiind Grădina Edenului, sau Paradisul. Chiar după a șaptea poartă, sau trecătoare, era împărăția Aratta. Regiunea în prezent este mărginită de un lanț muntos la nord, est și sud și teren mlăștinos la vest. Regiunea montană estică are o trecătoare ce conduce în și înafara regiunii Eden. Aceasta se potrivește cu geografia Biblică a Edenului ce conține un teren mlăștinos la vest, și Ținutul Nod la est, în afara Grădinii. Din punct de vedere geografic, ar forma un "zid" în jurul Grădinii, conformându-se definiției cuvântului persan pairidaeza (paradis) și cuvântul ebraic gan (grădină), amândouă însemnând "o grădină sau parc împrejmuit". Adițional, această așezare ar fi mărginită de cele patru râuri biblice la vest, sud-vest, est și sud-est.

### Ierusalim
Câteva tradiții religioase identifică așezarea Grădinii Eden cu orașul Ierusalim,  în special izvorul Gihon.
Într-un documentar al BBC dr. Francesca Stavrakopoulou, fostă lector principal la Universitatea din Exeter, actualmente profesor universitar deplin, specializată în studii biblice ebraice considera că Adam îl reprezintă pe regele iudeu Zedechia a cărui decizie de neplată a tributului către Nabucodonosor al II-lea a dus la distrugerea Templului lui Solomon de la Ierusalim de către armata babiloniană. Astfel, templul era de fapt grădina Edenului, iar regele a fost alungat din această grădină. Șarpele reprezintă cultul șarpelui din acest templu, iudeii închinându-se la șarpele Nehuștan până la atacul babilonian, acest cult sfârșind odată cu distrugerea templului. Înainte de acest eveniment, Biblia nu descrie șarpele ca simbol negativ.

### În afara Orientului Mijlociu

#### Jackson County, Missouri
Pentru membrii Bisericii lui Isus Hristos a Sfinților din zilele din Urmă (de asemeni cunoscuți drept mormoni sau Sfinții Zilelor din Urmă), Grădina Edenului se crede că a fost situată în Jackson County, Missouri.. Potrivit teologiei Mormonice, Independence, Missouri, a fost revelat a fi "locul central" al Zion-ului și locul de baștină original al lui Adam și Eva în Grădina ce Dumnezeu a plantat-o "spre vest în Eden". Mormonii cred că Adam și Eva au călătorit 130 Km spre nordul văii "Adam-ondi-Ahman" după ce au greșit și au fost izgoniți din Grădină. (Adam-ondi-Ahman este uneori asociat greșit cu locația Grădinii în sine). Cât despre așezarea în emisfera vestică, unii Sfinți ai Zilelor din Urmă presupun că separația continentelor nu s-a produs după Potop și că această abordare ar fi consistentă cu forma super-continentului Pangea. În timp ce geologii consideră că separația continentelor s-a produs în perioada Cretacică, unii sfinți ai zilelor din urmă și alți Creștini indică către relatarea Genezei care afirmă că Pământul nu era "divizat" în zilele lui Peleg. 
În notele de subsol din "Perla Scumpă" ce este publicată de biserică, este afirmat că erau ținuturi și râuri ce li s-au dat nume mai târziu legate de alte pământuri și râuri din Cartea Genezei. Descrierea geografică a Edenului în Biblie se referă astfel la ținuturi și râuri complet diferite decât cele care astăzi le poartă numele, și care au fost transportate după potopul Biblic la ținuturi și râuri din Orientul apropriat.

## Europa de Vest
Gândirea vest-europeană adesea separă sursa originilor noastre istorice de progresul Orientului Mijlociu ce a urmat. Ținuturile verzi și bogate ale Marii Britanii sunt adesea considerate ca un Eden și ca locul originilor noastre istorice.

#### Valea Ribble (Anglia)
Printre teoriile ce plasează Grădina Edenului în afara Orientului Mijlociu este Valea Ribble unde râurile Calder, Hodder și Dawen se varsă în Ribble. Peisajul văii prevede "zidul" menționat pentru gradina si mlaștinile din est sunt mlaștinile dealurilor Penine. Zona rămâne fertilă și liniștită astăzi cum era și pe atunci iar acest peisaj unic ce le-a plăcut romanilor, i-a făcut să dezvolte o așezare în apropriere de Ribchester.

#### Mointeach Bharbhais (Scoția)
Potrivit unor obiceiuri din tradiția gaelică scoțiană, grădina a fost situată în Mointeach Bharbhais (Barvas Harap) de pe Isle Lewis în Hebridele exterioare, dar schimbările climatice au modificat de atunci topografia.

## Interpretare

### Edenul ca paradis

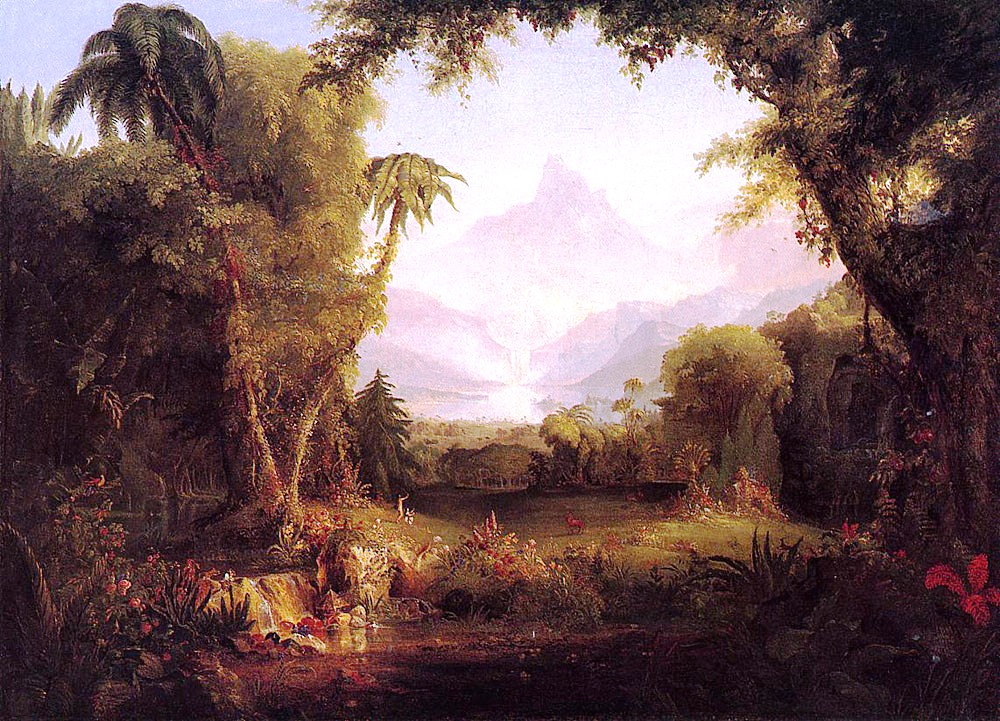
"Grădina Edenului" de Thomas Cole (c.1828)

"Paradis" (în ebraică  פרדס Pardes), folosit ca un sinonim pentru Gradina Eden împarte un număr de caracteristici, cu termenii pentru "gradina livada împrejmuită" sau "parc închis de vânătoare" în persană veche. Cuvântul "paradis" apare de trei ori în Vechiul Testament, dar întotdeauna în alte contexte decât în legătură cu Eden: în Cântarea Cântărilor IV. 13: "Vlăstarele tale clădesc un paradis de rodii cu fructe dulci și minunate, având pe margini arbuști care revarsă miresme"; Eclesiastul 2. 5: "Am făcut grădini și parcuri și am sădit în ele tot felul de pomi roditori"; și în Neemia II. 8: "Precum și o scrisoare către Asaf, păzitorul pădurilor regelui, ca să-mi dea lemn pentru porțile cetății, cele dinspre templul Domnului, și pentru zidul cetății și pentru casa mea de locuit". Și mi-a dat regele scrisori, pentru că mâna binefăcătoare a Dumnezeului meu era peste mine." În Cântarea lui Solomon, este în mod clar "grădină"; în al doilea și al treilea exemplu "Parc". În literatura apocaliptică după exilul Babilonian și în Talmud, "paradis", primește asocierea cu Grădina Edenului și prototipul ceresc al acestuia. În Noul Testament al creștinismului Paulin, există o legătură a cuvântului "paradis" cu tărâmul celor binecuvântați (spre deosebire de tărâmul celor blestemați), printre cei care deja au murit, cu influențe elenistice evidente observate de către numeroși cărturari. Gradina grecească a Hesperidelor a fost oarecum similară cu conceptul creștin al Grădinii Edenului, și până în secolul al XVI-lea a fost făcută o asociație mai mare de intelectuali în pictura Cranach (vezi ilustrația de la începutul paginii). În această pictură, numai acțiunea ce are loc acolo identifică cadrul ca distinct de Gradina Hesperidelor, cu fructul său de aur. 
Alan Millard a emis ipoteza că Gradina Eden nu reprezintă un loc "geografic" , ci mai degrabă o "memorie culturală" a unor "timpuri mai simple", când omul trăia din darurile Dumnezeiești (așa cum vânătorii și culegătorii "primitivi" încă o mai fac) în opoziție cu truda agriculturii (fiind "civilizat"). Bineînțeles încă mai este multă dezbatere între învățații Iudeo-creștini și cei laici cu privire la plauzibilitatea acestei idei, afirmația irefutabilă fiind că munca agricolă și cultivarea erau ambele prezente înainte și după "Grădina Vieții".
A doua carte a lui Enoh, de mai târziu, databilă incert, prevede că atât Paradisul cât și Iadul sunt acomodate în a treia sferă cerească, Shehaqim, cu Iadul situat pur și simplu "pe latura de nord:". (vezi Al șaptelea Cer)

### Edenul ca Împărăție

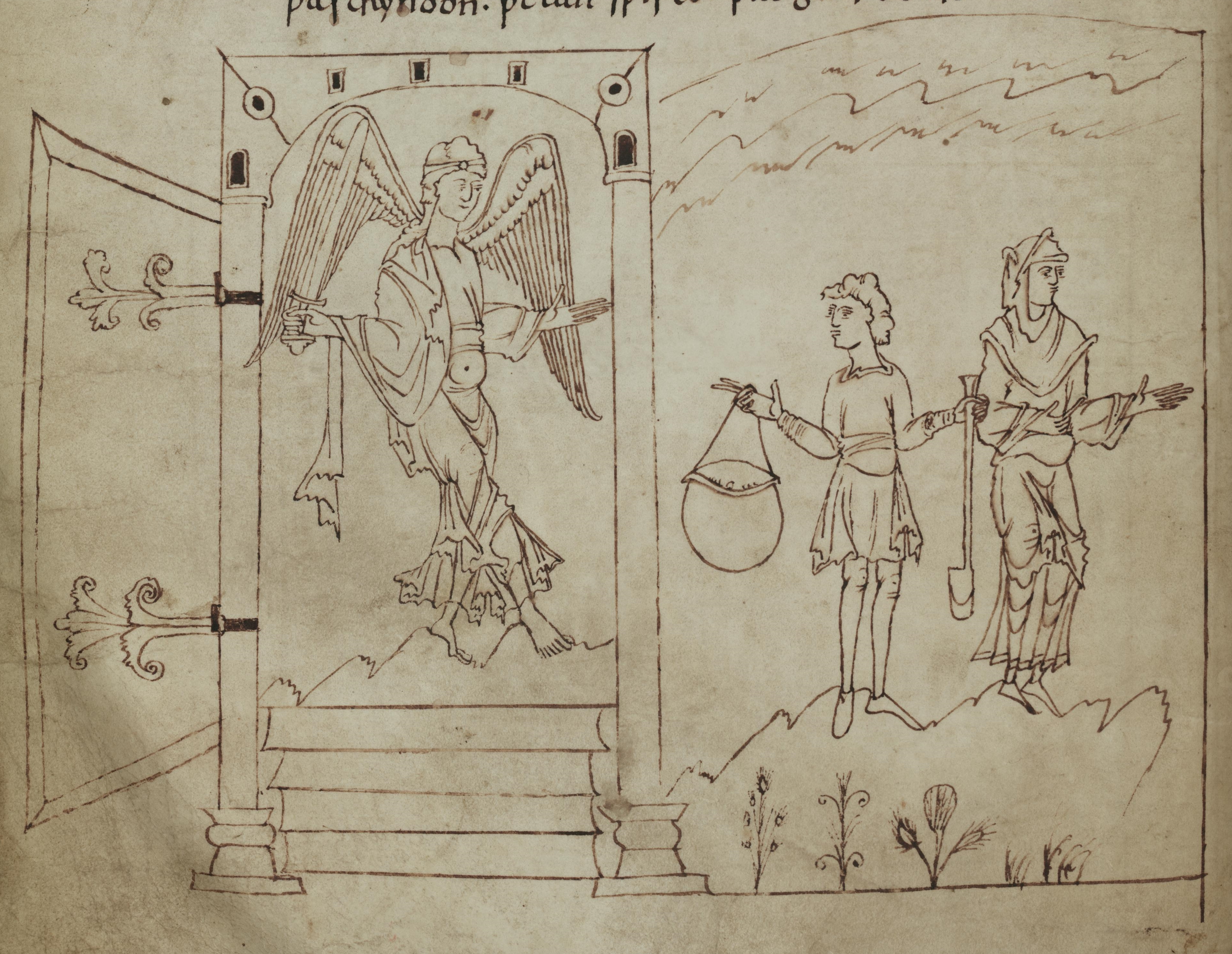
Izgonirea ilustrată in manuscrisul lui Caedmon, c. D.Hr. 1000

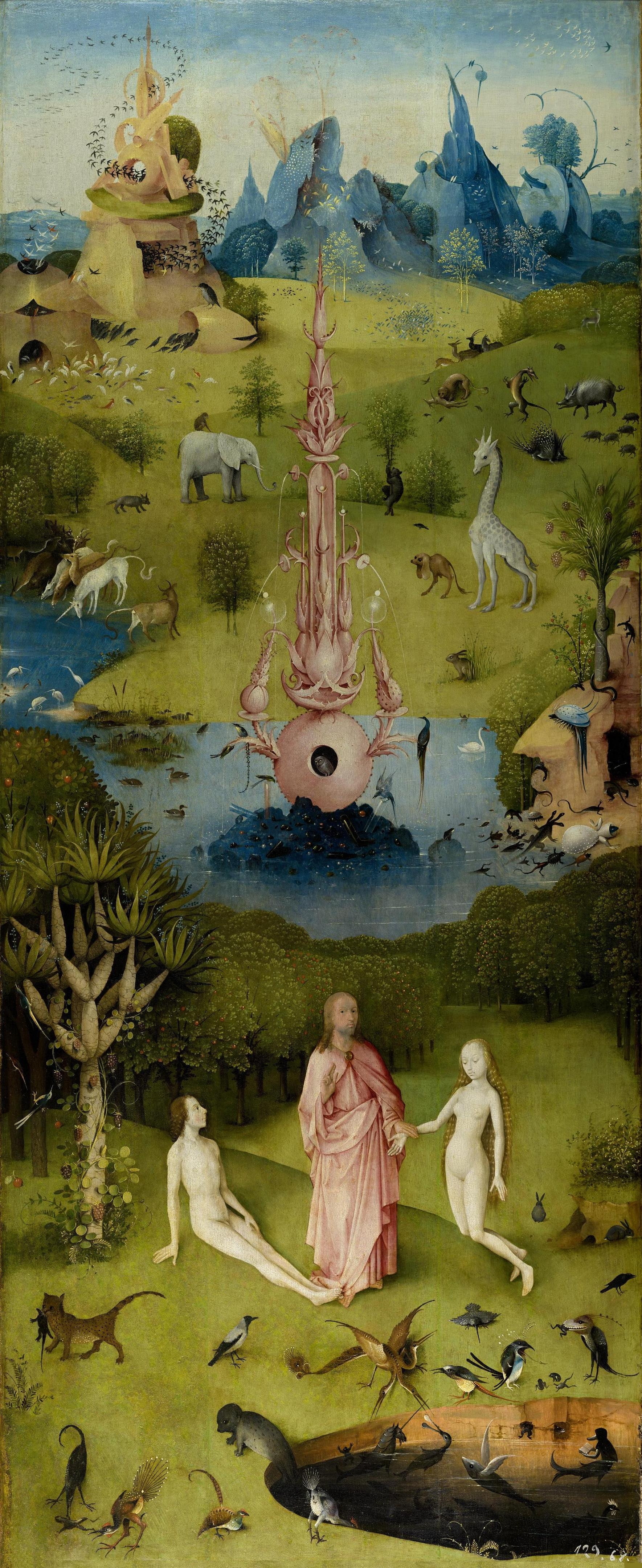
Edenul reprezentat în primul sau panoul stâng al tripticului "Grădina desfătărilor lumești" a lui Hieronymus Bosch. Panoul include multe animale africane fictive și exotice.

Despre structura și ordinea definite de Dumnezeu în Grădina Edenului, de asemenea se crede că ar fi fost structura Împărăției lui Dumnezeu. Imediat după crearea omului, Dumnezeu le poruncește să "umpleți pământul, și supuneți-l; și stăpâniți peste peștii mării, peste păsările cerului, și peste orice viețuitoare care se mișcă pe pământ." (Geneză 1:28). Trimiterile evidente la dominație sunt importante în perspectiva creștină a relației omului cu natura și rolul omului în Împărăția lui Dumnezeu. 
Mai târziu, în capitolul 3, "Căderea Omului" urmează pronunțarea unui blestem. Acest blestem conține referiri la dușmănia dintre Regat și subiecții săi - după cum a fost descris la Geneza 1:28 - ce ar afecta Împărăția până în ziua de azi: "Eu voi pune dușmănie între tine și femeie, și între descendenți tăi și ai ei."

## În artă
Motivele Grădinii Edenului cel mai frecvent portretizate în manuscrise iluminate și picturi sunt "Somnul lui Adam" ( "Crearea Evei"), "Ispitirea Evei" de șarpe, "Căderea Omului", în care Adam ia fructul, și "Izgonirea". Idilica "Ziua numelor în Eden" a fost mai puțin reprezentată. O mare parte din Paradisul pierdut al lui John Milton apare în Grădina Edenului. Michelangelo a pictat o scena din Grădina Edenului, pe tavanul Capelei Sixtine. 